# Kalinikos Kreanga
Kalinikos Kreanga (nacido el 8 de marzo de 1972) es un jugador de tenis de mesa griego de origen rumano. Nacido como Călin Creangă, eligió desertar de la Rumania gobernada por los comunistas a la edad de 17 años (con su padre) mientras participaba en el Campeonato Europeo Juvenil de Tenis de Mesa en Luxemburgo en 1989.
Nacido en Bistriţa, Rumania, Kreanga comenzó a jugar tenis de mesa a la edad de 7 años. Su primer entrenador fue Gheorghe Bozga, que luego descubriría a Mihaela Steff.
Mientras estaba en Luxemburgo, recibió una oferta para jugar en Grecia, por lo que decidió mudarse allí. Siendo menor de edad, rápidamente adquirió la ciudadanía griega y cambió su nombre a Kalinikos Kreanga.
Ha sido uno de los jugadores de tenis de mesa dominantes en Europa desde principios de la década de 1990, y usa la presa europea. Sus armas ofensivas favoritas parecen ser el topspin de derecha y un topspin de revés increíblemente fuerte. Su topspin de revés es considerado como uno de los más devastadores del mundo, no limitado por su técnica poco ortodoxa.
En 2004 alcanzó el número 7 del Ranking Mundial.

## Historial del equipo
- AC Zografou (Grecia) (hasta 1995)
- Finower TTC (1995/96; 2. Bundesliga, Alemania)
- Royal Villette Charleroi, ( Bélgica ), desde 1996)
- TTC Weinheim (2. BL, Alemania)
- TTF Ochsenhausen (Alemania)
- Montpellier TT ( Francia)
- Hennebont (Francia)

## Resultados
Medalla de bronce en la competición de dobles mixtos en el Campeonato Mundial, Ciudad de Chiba, 1991.
Ganador de los Campeonatos de Europa en dobles mixtos (1992) y dobles masculinos (1994). Subcampeón en individual masculino (2002).
Medalla de bronce en la competición individual en los Campeonatos del Mundo, París, 2003.
Subcampeón de la Copa del Mundo Masculina en 2003 y 2004.
Ganador del Top-12 de Europa, 2011.